# مکزیک
مکزیک (به اسپانیایی: مِخیکو، México) با نام رسمی ایالات متحده مکزیک (به اسپانیایی: Estados Unidos Mexicanos) یک کشور مستقل در آمریکای شمالی است. مکزیک سیزدهمین کشور پهناور و با حدود ۱۲۸٬۹۳۳٬۰۰۰ نفر؛ دهمین کشور پرجمعیت در جهان است. پایتخت آن مکزیکوسیتی و زبان اداری آن اسپانیایی است. این کشور هیچ زبان رسمی ندارد و از سال ۲۰۰۳، تعداد ۶۲ زبان بومی سرخ‌پوستی نیز به عنوان «زبان‌های ملی» ثبت شده و رسمیت یافته است. کشور مکزیک پرجمعیت‌ترین کشور اسپانیایی‌زبان جهان است و حدود یک‌سوم از کل اسپانیایی‌زبان‌های جهان در مکزیک زندگی می‌کنند.
۷۰ درصد مردم مکزیک از تبار مستیزو (دورگه سفیدپوست و سرخ‌پوست)، ۱۵ درصد سفیدپوست و ۹٫۸ درصد سرخ‌پوست هستند. ۸۲٫۷٪ مردم آن مسیحی کاتولیک و ۷٫۹ درصد پیرو دیگر شاخه‌های مسیحیت هستند.
این کشور از شمال با ایالات متحده آمریکا و از جنوب شرقی با گواتمالا و بلیز هم‌مرز است. همچنین اقیانوس آرام، در غرب و جنوب، خلیج مکزیک در شرق و دریای کارائیب در جنوب شرق آن قرار دارند. این کشور با حدود ۲ میلیون کیلومتر مربع وسعت، ۱۴اُمین کشور وسیع دنیا و ۱۰اُمین کشور پرجمعیت دنیاست.
نخستین آثاری که از انسان در آمریکای میانی به دست آمده متعلق به ۴۰ هزار سال پیش است. مکزیک همچنین مهد یکی از مهم‍ترین تمدن‌های باستان، آزتک، بوده است. مکزیک در سده ۱۶ میلادی توسط هرنان کورتس کشف شد و در سال ۱۵۱۹ تمدن‌های بومی مکزیک از سوی اسپانیایی‌ها مورد حمله قرار گرفتند. این کشور از سال ۱۵۲۱ تا جنگ‌های استقلال مابین ۱۸۲۱–۱۸۱۰ مستعمره اسپانیا بوده است.
مکزیک پرجمعیت‌ترین منطقه تحت‌الحمایه اسپانیا بود. پس از سه قرن استیلای امپراتوری اسپانیا، سرانجام در سال ۱۸۱۰ استقلال مکزیک از اسپانیا اعلام شد. مکزیک از تاریخ ۷ نوامبر ۱۹۴۵ در سازمان ملل متحد عضو است.

## نام
نام آغازین این کشور اسپانیای نو بود. اما پس از آن‌که شهر باستانی تنوچتیتلان، پایتخت امپراتوری تاریخی امپراتوری آزتک و مرکز تاریخی مردمان «مشیکاء / مکزیکی»، (ناهواتل: Mēxihcah, تلفظ ناواتل: [me:ˈʃiʔkaḁ] ();) اجداد مردم ناوا امروزی، به پایتختی این کشور انتخاب شد، استفاده از نام «مکزیک» به مرور زمان گسترش پیدا کرده و شامل تمامی اراضی تحت سلطهٔ حاکمیت استعماری اسپانیا مستقر در شهر مکزیک شد. معنی مکزیک مشخص نیست اما به نظر برگرفته از mextli یا Mēxihtli است. نام این کشور در زبان اسپانیایی «مِهیکو» خوانده می‌شود.

## تاریخ
نخستین آثاری که از انسان در آمریکای میانی به دست آمده متعلق به ۴۰ هزار سال پیش است. در حدود ۹ هزار سال پیش سرخ‌پوستان عهد باستان به کاشت ذرت روی آوردند از این اتفاق به عنوان یک انقلاب فرهنگی یاد شده است.
قوم مایا از مشهورترین قبایل سرخپوست مکزیک بودند، معمولاً شهرهایشان را در دل جنگل‌های بارانی می‌ساختند. حوزهٔ زندگی و فعالیت مایاها حدود جنوبی کشور مکزیک و نیز سرتاسر گواتمالا والسالوادر را شامل می‌شد. قوم مایا پدیدآورندهٔ یکی از تمدن‌های بسیار پیشرفته آمریکای مرکزی در دوران پیشاکلمبی بود، که دست‌آوردهای بسیار چشمگیری در هنر، معماری، ستاره‌شناسیو ریاضیات داشته است. هم‌اکنون نیز گروه‌هایی از اقوام مایا در مکزیک و گواتمالا به‌سر می‌برند. مایاها با بهره‌گیری از تمدن‌های گذشته خود نظیر اولمک توانستند در خلال سال‌های۲۵۰ تا۹۰۰ پس از میلاد تمدنی عظیم را در آمریکای مرکزی پایه‌گذاری نمایند.
این قوم به گویش‌های متعدد زبان مایایی تکلم می‌کردند و نوعی خط ابتدایی هیروگلیفی نیز داشتند که آثاری را به آن می‌نوشتند. پیش از این اضمحلال، مایاها به یکباره تمدن و شهرهای عظیم را رها کردند و به دامان کوهستان‌ها پناه بردند، که دلیل این رویداد به سبب از میان رفتن آثار مکتوب آن دوره و طرح نظریات گوناگون، هنوز مشخص نیست. جمعیت مایاهای امروزی که از بازماندگان فرمانروایان دوران باستان آمریکای مرکزی می‌باشند، حدود هفت میلیون نفر است، که بیشتر در جنوب مکزیک و نواحی کوهستانی گواتمالا و بلیز به‌سر می‌برند.
به مدت نزدیک به سه هزار سال مناطق آمریکای مرکزی در محدودهٔ مکزیک امروزی محل استقرار تمدن‌های پیشرفته سرخ‌پوستی بودند. اما در سال ۱۵۱۹ تمدن‌های بومی مکزیک از سوی اسپانیایی‌ها مورد حمله قرار گرفتند. اسپانیایی‌ها با توسل به سلاح‌های آتشین توانستند تمدن‌های آزتک، مایا و اولمک را در مکزیک شکست دهند و این کشور را به تصرف خود درآورند.
در سال ۱۵۲۱ نیز اسپانیایی‌ها با کمک تلاکسکالتک‌ها، که از اصلی‌ترین دشمنان آزتکها محسوب می‌شدند، تنوچیتیتلان پایتخت ازتک‌ها را به تصرف خود درآوردند. تصرف پایتخت آزتک منجر به تحت‌الحمایگی مکزیک در سال ۱۵۳۵ شد، از این پس مکزیک تحت‌الحمایه یا به تعبیری دیگر مستعمره اسپانیا شد.
مکزیک پرجمعیت‌ترین منطقهٔ تحت‌الحمایهٔ اسپانیا بود. پس از سه قرن استیلای امپراتوری اسپانیا، سرانجام در سال ۱۸۱۰ استقلال مکزیک از اسپانیا اعلام شد.
صدور اعلامیهٔ استقلال منجر به یک دوره جنگ‌های طولانی میان نیروهای اسپانیا و مکزیکی‌ها شد. در نهایت در سال ۱۸۲۱ مکزیک رسماً به استقلال رسید و ایتوربیده به عنوان امپراتور این کشور بر تخت نشست.
دو سال بعد نیروهای انقلابی او را از قدرت برکنار کردند و در سال ۱۸۲۴ قانون اساسی بر مبنای نظام حکومتی جمهوری در مکزیک تدوین شد. نام کشور را نیز از امپراتوری مکزیک به ایالات متحده مکزیک تغییر دادند.
در سال ۱۸۳۵ تگزاس از این مکزیک اعلام استقلال می‌کند که این اتفاق منجر به نبرد آلامو و به دنبال آن جنگ آمریکا و مکزیک در بین سال‌های ۱۸۴۶–۴۸ می‌شود.
در سال ۱۹۱۰ به دنبال عدم رضایت مردم از رئیس‌جمهور وقت پورفیرو دیاس منجر به انقلاب مکزیک می‌شود. در سال ۱۹۱۷ قانون اساسی جدیدی به تصویب می‌رسد و حزب ناسیونالیست انقلابی قدرت را در دست می‌گیرد.

## تقسیمات کشوری
این کشور از ۳۱ ایالت و یک بخش فدرال تشکیل شده است.

## جغرافیا

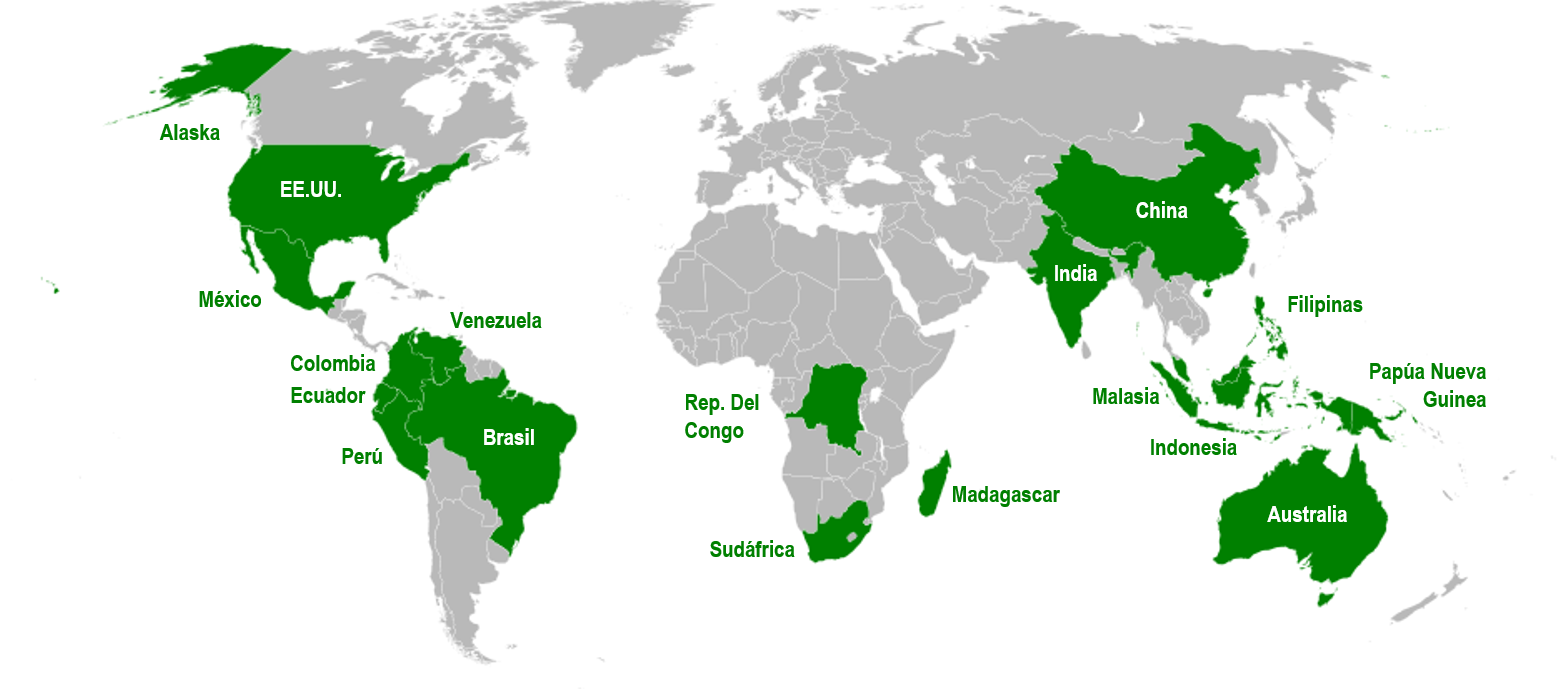
مکزیک جزو کشورهای دارای تنوع زیستی کلان

مکزیک از نظر جغرافیایی بسیار متنوع است به گونه‌ای که در فهرست کشورهای دارای تنوع زیستی کلان قرار گرفته است. مکزیک همچنین ششمین کشور در رتبه‌بندی گردشگری جهان است. مکزیک با وسعتی نزدیک به کشور عربستان سعودی، یک کشوری کوهستانی و مرتفع است؛ و تنها قسمتی از آن که مسطح می‌باشد، در شبه جزیره «یوکاتان» واقع شده است. از آنجا که ارتفاع این کشور از ۵۰۰ متر بیشتر است. از این‌رو دما نسبت به عرض جغرافیایی و ارتفاع زمین، متغیر است. شمال این کشور خشک و غیرقابل کشت بوده، در حالی که جنوب، مرطوب و گرم است.

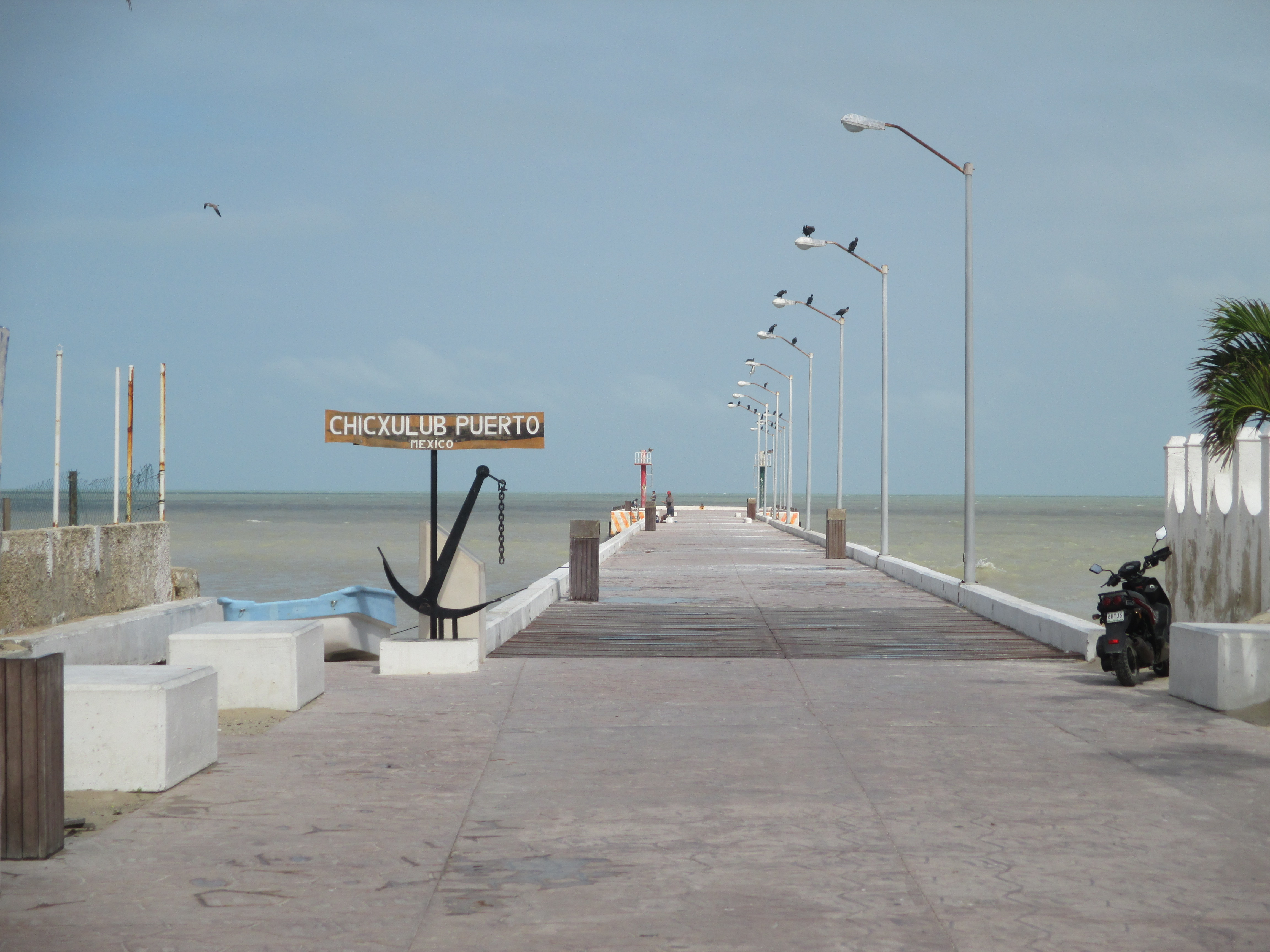
دهانه چیکشلوب محل برخورد شهاب‌واره به زمین و انقراض دایناسورها در یوکاتان، مکزیک

مهم‌ترین ارتفاعات آن عبارتند از کوه‌های مادرهٔ غربی، مادرهٔ شرقی، مادره جنوبی و همچنین فلات مکزیک. جلگه‌های آن عمدتاً در کناره‌ها واقع شده‌اند. بیابان‌ها نیز قسمت‌هایی از مکزیک را شامل می‌شوند.
از مهم‌ترین رودهای آن می‌توان از:
ریوگرانده، لرما، اوسوماسینتا، گریخالوا، پانوکو، بالساس و سانتیاگو نام برد.
آب و هوای آن در نواحی مرتفع معتدل کوهستانی و در سایر نواحی گرم و مرطوب یا خشک است. بلندترین نقطه آن قله سیتلال تپتل (اوریسابا) با ۷۰۰، ۵ متر ارتفاع می‌باشد. رود ریوگرانده (۰۳۴، ۳ کیلومتر) نیز طولانی‌ترین رود آن است.

## سیاست

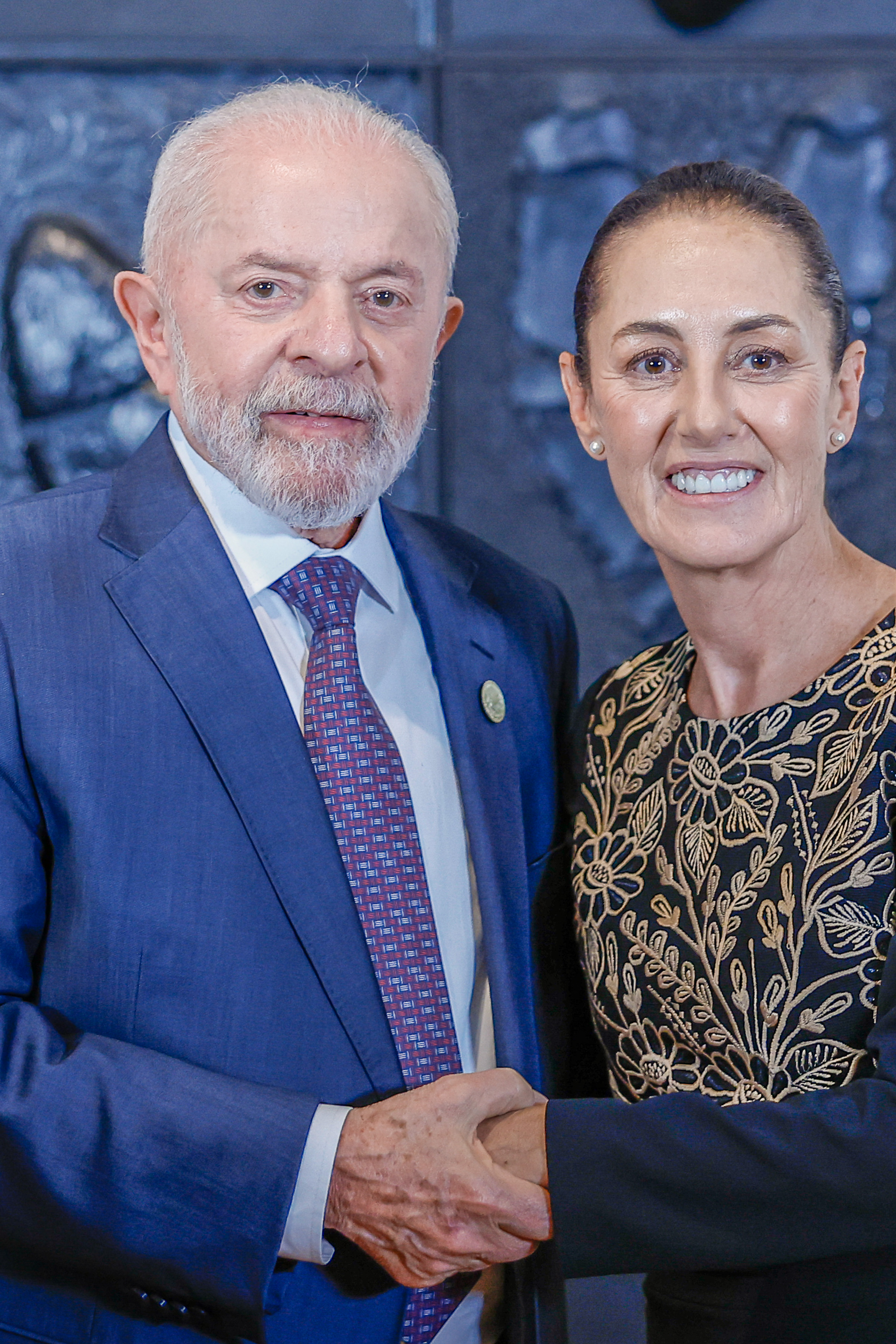
شینباوم رئیس‌جمهور مکزیک و لولا داسیلوا رئیس‌جمهور برزیل

ایالات متحده مکزیک فدراسیونی است که بر اساس قانون اساسی مصوب سال ۱۹۱۷ توسط یک نظام جمهوری و دولتی دموکرات اداره می‌شود.
بر اساس قانون اساسی سه نوع نهاد حکومتی برای اداره کشور تعریف شده‌اند: اتحادیه فدرال، دولت‌های ایالتی و دولت‌های استانی.
قوه قانونگذاری (مقننه): کنگره اتحادیه که متشکل از دو مجلس نمایندگان و سنا است. تصویب قانون فدرال، اعلام جنگ، تعیین میزان مالیات، تصویب بودجه ملی و تمامی معاهدات بین‌المللی و تأیید تمامی انتصابات دیپلماتیک در مجلس نمایندگان انجام می‌گیرند.
قوه اجرایی (مجریه): رئیس‌جمهوری که رئیس کشور و دولت مکزیک است، در راس این قوه قرار دارد. رئیس‌جمهوری مکزیک همچنین فرمانده نیروهای مسلح مکزیک نیز محسوب می‌شود.
رئیس‌جمهوری همچنین با تأیید مجلس سنا اعضای کابینه و سایر مقامات دولتی را منصوب می‌کند. رئیس‌جمهوری مسئول اجرای قانون است و همچنین بر اساس قانون اساسی به وی اختیار وتو کردن مصوبات مجلس داده شده است.
قوه قضاییه: در راس قوه قضاییه مکزیک دادگاه عالی عدالت قرار دارد. این دادگاه متشکل از ۱۱ قاضی است که با تأیید مجلس سنا توسط رئیس‌جمهوری انتخاب شده‌اند.
احزاب مهم آن عبارتند از:
- حزب شورای انقلابی
- حزب اقدام ملی (محافظه کار)
- حزب سوسیالیست خلق (کمونیست)
- حزب سوسیالیست کارگر
- حزب دموکرات و حزب کمونیست

## ارتش
بودجه سالیانه ارتش مکزیک ۲۵ میلیارد دلار است که این مقدار ۱٫۶٪ تولید ناخالص ملی
است.

## اقتصاد
واحد پول آن پزوی مکزیک (Mex. $) معادل ۱۰۰ سنتاوو است. هر پزوی مکزیک معادل ۰٫۰۵ دلار آمریکاست و هر دلار آمریکا معادل ۲۰ پزو می‌باشد.
مکزیک ۱۱ اُمین اقتصاد بزرگ دنیاست. استخراج ذخایر بزرگ گاز طبیعی و نفت توسعه خارق‌العاده اقتصادی کشور را در دهه‌های ۱۹۷۰ و ۱۹۸۰ میسر ساخت. هم‌اکنون نیز مکزیک بخش بزرگی از ثروت فزاینده‌اش را مدیون منابع نفتی‌اش است. اساسِ در حال رشد اقتصادی شامل صنایع مهم پتروشیمی، نساجی، وسایل نقلیه موتوری و فراورده‌های غذایی است. در اوایل دهه ۱۹۹۰ شرکت‌های عمده آمریکایی به دلیل ترکیبی از سیاست دولت آمریکا و توافقهای تجاری مربوط به قرارداد تجارت آزاد آمریکای شمالی و هزینه پایین نیروی کار به تأسیس کارخانه در مکزیک تشویق شدند. نتیجه این حرکت، رشد خارق‌العاده اقتصاد مکزیک بود، که اکنون یازدهمین اقتصاد بزرگ جهان است. با این حال مشکلات اقتصادی باقی است. تولید ناخالص داخلی این کشور در سال ۲۰۰۸ ۱٫۵۶۳ تریلیارد دلار بوده و رشدی ۴٫۸٪ را در سال ۲۰۰۹ تجربه کرده است. ۴۵ میلیون و ۳۸۰ هزار نفر نیروی کار این کشور را تشکیل می‌دهند و نرخ بیکاری در آن ۳٫۷ درصد است (۲۰۰۷). حدود ۱۴ درصد از مردم این کشور به غذای مناسب دسترسی ندارند و نرخ تورم در آن ۲٫۸۸ درصد است (۲۰۰۹). محصولات صادراتی این کشور شامل محصولات کارخانه‌ای، نفت و محصولات نفتی، نقره، میوه، سبزیجات، قهوه و پنبه است که به کشورهای آمریکا (۸۴/۷ درصد)، کانادا (۱/۲ درصد) و اسپانیا (۳/۱ درصد) صادر می‌شود.
محصولات وارداتی این کشور شامل ماشین‌آلات فلزکاری، فلزات تراشکاری شده، ماشین‌آلات کشاورزی، تجهیزات الکترونیک، قطعات ماشین برای مونتاژ، هواپیما و تجهیزات آن است که از کشورهای آمریکا (۹/۵۰ درصد)، چین (۵/۹ درصد)، ژاپن (۶ درصد) و کره جنوبی (۲/۴ درصد) وارد می‌شود.
مکزیک همچنین جزو ۱۰ کشور برتر در تولید غلات در جهان است.
مکزیک در سال ۲۰۲۰ با تولید بیش از ۲ میلیون و ۳۹۳ هزار تن آووکادو بزرگ‌ترین تولیدکننده این محصول در جهان بوده است.

## مردم

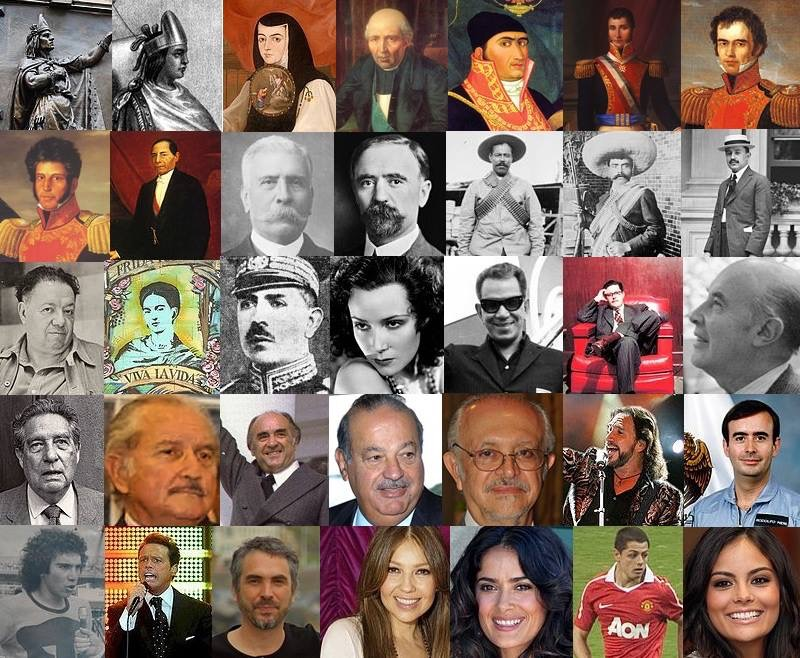
برخی از مشاهیر مکزیکی

بر اساس آخرین برآورد سال ۲۰۲۰ جمعیت مکزیک ۱۲۸ میلیون نفر است و پرجمعیت‌ترین کشور اسپانیایی زبان در جهان است. رشد سالانه جمعیت مکزیک از ۳٫۵٪ در ۱۹۶۵ به ۱٪ در سال ۲۰۲۰ کاهش یافته است.
امید به زندگی برای مردان ۷۲٫۶ سال و برای زنان ۷۸٫۲ می‌باشد.
نرخ مرگ و میر در سال ۱۹۷۰ برابر با ۹٫۷ در هر ۱۰۰۰ نفر بود در حالی که در ۲۰۰۱ این نرخ به ۴٫۹ مرد در هر ۱۰۰۰ مرد و ۳٫۸ زن در هر ۱۰۰۰ زنان کاهش یافته است. دلایل اصلی مرگ در سال ۲۰۰۱ بیماری‌های قلبی (۱۴٫۶ ٪ برای مردان ۱۷٫۶ درصد زن) و سرطان (۱۱ ٪ در مردان و ۱۵٫۸ ٪ در زنان) بوده است.
۸۳٪ مردم ساکن مناطق شهری هستند.
پنج شهر بزرگ مکزیک عبارتند از: مکزیکو سیتی (۱۲٬۲۹۴٬۰۰۰ نفر)، گوادالاخارا (۱٬۴۹۶٬۰۰۰)، خوارز (۱٬۳۲۱٬۰۰۰)، پوبلا (۱٬۴۳۴٬۰۰۰)و ایزتاپالاپا (۱٬۸۱۶٬۰۰۰)است.

## زبان

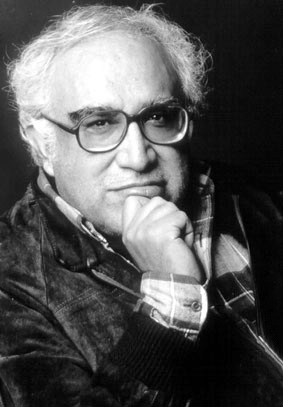
کارلوس مونسیویس نویسنده مکزیکی

مکزیک دارای بزرگ‌ترین جمعیت اسپانیولی زبان در جهان است. تقریباً یک سوم از مردم اسپانیولی زبان دنیا در کشور مکزیک زندگی می‌کنند. زبان اسپانیایی که توسط ۹۷٪ مردم مکزیک گویش می‌شود به عنوان زبان ملی این کشور در نظر گرفته شده است.
از سوی دیگر کشور مکزیک، میهنی برای شمار بسیاری از زبان‌های بومی می‌باشد. از میان مردم مکزیک ۵٫۴٪ به یکی از زبان‌های بومی گویش می‌کنند و ۱٫۲٪ اسپانیایی نمی‌دانند و فقط به زبان خود گویش می‌کنند.
چند زبان بومی که گویش وران زیادی دارد عبارتند از: زبان ناواتلی با ۱٫۴۵ میلیون نفر گویشور و زبان یوکاتک مایا با ۷۵۰ هزار نفر. برخی از زبان‌های محلی در معرض خطر انقراض هستند مانند لاکاندون که توسط کمتر از صد نفر گویش می‌شود. زبان انگلیسی به‌طور گسترده‌ای در کسب و کار در شهرهای مرزی و نیز توسط یک میلیون شهروند آمریکایی که در مکزیک زندگی می‌کنند استفاده می‌شود.

## فرهنگ
| دین در مکزیک (سرشماری ۲۰۱۰) | دین در مکزیک (سرشماری ۲۰۱۰) | دین در مکزیک (سرشماری ۲۰۱۰) | دین در مکزیک (سرشماری ۲۰۱۰) | دین در مکزیک (سرشماری ۲۰۱۰) |
| --------------------------- | --------------------------- | --------------------------- | --------------------------- | --------------------------- |
|                             |                             |                             |                             |                             |
| کاتولیک رومی                | کاتولیک رومی                |                             | ۸۲٫۷٪                       | ۸۲٫۷٪                       |
| مسیحیان دیگر                | مسیحیان دیگر                |                             | ۹٫۷٪                        | ۹٫۷٪                        |
| ادیان دیگر                  | ادیان دیگر                  |                             | ۰٫۲٪                        | ۰٫۲٪                        |
| بی‌دین                       | بی‌دین                       |                             | ۴٫۷٪                        | ۴٫۷٪                        |
| نامشخص                      | نامشخص                      |                             | ۲٫۷٪                        | ۲٫۷٪                        |

فرهنگ مکزیک بازتابی از تاریخ این کشور و ترکیبی از فرهنگ‌های تمدن‌های پیش از ورود اسپانیایی‌ها و فرهنگ اسپانیا است. زمانی که مکزیک به یک کشور مستقل تبدیل شد به دنبال یک هویت ملی بود که تنها عنصر مشترک میان ساکنان تازه آن کاتولیک بودنشان بود. در آخرین ربع سده نوزدهم و دهه نخست سده بیستم یعنی در دوران پورفیریو دیاس با پیشرفت اقتصادی و آشتی همراه بود.
از عناصر مهم فرهنگی مکزیک می‌توان به: رقص ماریاچی که رقصی سنتی است و در آن زنان جامه‌های رنگارنگ خود را همراه با ضرب‌آهنگ‌های شاد ماریاچی در هوا به جلو عقب می‌چرخانند. در این رقص دو نفره مردها دست خود را پشت کمر خود حلقه می‌کنند و زنان در برابرشان دامن افشانی می‌کنند.

پینیاتا جشن رایج میان مکزیکی‌ها

روز مردگان یا دیا دلوس مورتوس: در این روز در واقع باور و سنتی است که مکزیکی‌ها آن را از اجداد سرخ‌پوست خود به یادگار نگه داشته‌اند. بعد از ورود اسپانیایی در قرن شانزدهم به مکزیک، این سنت با باورهای مسیحی آمیخته شد و اکنون در روزهای اول و دوم نوامبر و هم‌زمان با روز گرامیداشت قدیسان کاتولیک برگزار می‌شود. در روز درگذشتگان، مکزیکی‌ها بر مزار ازدست‌رفتگان خود گرد می‌آیند و برایشان شمع روشن کرده و گل نثارشان می‌کنند.
جشن گوئلا گوئتسا: گوئلا گوئتسا که در آن گروه نمایندگان فرهنگی و هنری شهر جوچیتان مکزیک وارد محل برگزاری جشن گوئلا کوئتسا در شهر سان آنتونیو واقع در ایالت اُآخاکا می‌شوند. در این جشن نمایندگان شهرها و ایالتهای مختلف مکزیک گردهم می‌آیند و رقص‌های محلی و سنتی خود را به نمایش می‌گذارند.
جشن کوئین سیانه را این جشنی است که مردم مکزیک به مناسبت رسیدن دخترانشان به سن پانزده سالگی برگزار می‌کنند. در این جشن پدر و مادر دختر همهٔ دوستان و آشنایانشان را برای شرکت در مراسم دعا در کلیسا و سپس جشنی شاد دعوت می‌کنند. بعد از بازگشت از کلیسا، از همهٔ مهمان‌ها با ساز و آواز و غذاهای خوشمزهٔ محلی پذیرایی می‌شود.

## غذا

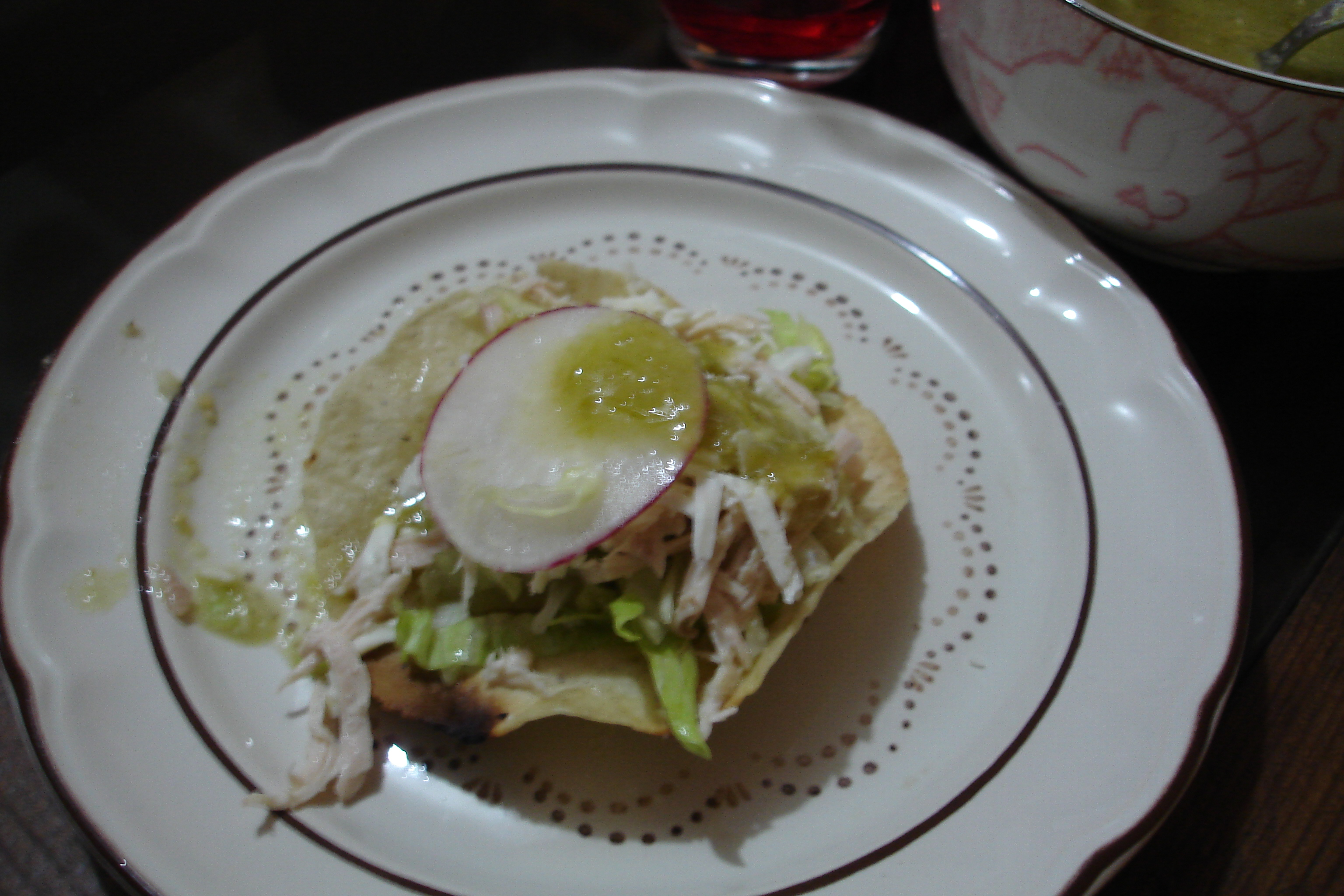
چالوپا، غذایی مکزیکی

غذاهای مکزیکی با طعم دهنده‌های قوی و متنوع، انواع ادویه و ترشی و تزیینات رنگی آن در جهان شناخته می‌شوند. بسیاری از غذاهای مکزیک امروزی غذاهای سنتی ازتک‌ها و مایا است که در آن ذائقه اسپانیایی‌ها نیز بکار رفته است. غذاهای مکزیک به دلیل آب و هوای محلی و موقعیت جغرافیایی و تفاوت‌های قومی در میان ساکنان بومی آن در نقاط مختلف متفاوت است. تاکو یکی از غداهای سنتی این کشور است.